# Appoggio
Appoggio (z wł. – podparcie/oparcie oddechowe) – technika świadomego kontrolowania ciśnienia i przepływu oddechu w czasie generowania głosu poprzez spowolnienie fazy wydechowej za pomocą kontrolowanego napięcia mięśni oddechowych: brzucha, przepony i klatki piersiowej. Istotne jest także prawidłowe funkcjonowanie fałdów głosowych.
Termin appoggio wywodzi się z włoskiej szkoły śpiewu bel canto. W śpiewie appoggio pozwala wytrzymywać dłuższe frazy bez utraty tchu, śpiewać głośniej lub ciszej bez forsowania lub utraty dźwięku oraz osiągać wyższe lub niższe rejestry bez załamywania się głosu.
Termin ten znajduje dziś zastosowanie zarówno w odniesieniu do techniki śpiewu, przemawiania (w pracy osób zawodowo posługujących się głosem, jak nauczycieli czy prezenterów telewizyjnych), w grze na instrumentach dętych, jak i w logopedii i foniatrii. Odnosi się do koordynacji mięśni oddechowych i fałdów (tzw. strun) głosowych w celu uzyskania wyrównanego, mocniejszego i bardziej ekspresyjnego brzmienia głosu.

## Funkcjonowanie
Cały aparat głosotwórczy człowieka stanowi nierozłączną funkcjonalną całość, dlatego brak korelacji pomiędzy poszczególnymi jego częściami wiedzie do obniżenia wartości akustycznej emitowanego dźwięku. Aparat głosotwórczy da się podzielić na trzy części składowe:
- narządy przygotowujące surowiec (powietrze oddechowe), z którego dopiero powstaje dźwięk;
- krtań – stacja pośrednia, w której tworzy się półfabrykat w postaci surowego dźwięku;
- nasadnia, która dzięki swym właściwościom akustycznym formułuje ostatecznie materiał dźwiękowy przed jego emisją.

## Aparat oddechowy
Aparat oddechowy człowieka składa się z dwóch segmentów: piersiowego i brzusznego. W skład segmentu piersiowego wchodzi klatka piersiowa ukształtowana w postaci dzwonu, który od dołu zamknięty jest płaskim mięśniem, przeponą. Boczne ściany tegoż dzwonu zbudowane są z żeber, które w postaci listewek kostnych biegną od kręgosłupa ku przodowi do mostka, pochylając się jednocześnie w dół. Dzięki temu pochyleniu i dzięki dużej ruchomości żeber klatka piersiowa może zmieniać swoją objętość.

## Appogio w logopedii
Technika appogio jest niekiedy stosowana także w terapii logopedycznej i foniatrycznej, np. w leczeniu guzków głosowych, rehabilitacji po leczeniu operacyjnym nowotworów krtani czy u dorosłych pacjentów jąkających się.